# Tubificoides motei
Tubificoides motei är en ringmaskart som beskrevs av Brinkhurst 1986. Tubificoides motei ingår i släktet Tubificoides och familjen glattmaskar. Inga underarter finns listade i Catalogue of Life.